# 莫寧湖
莫寧湖（英語：Lake Morning），是南極洲的湖泊，位於維多利亞地的斯科特海岸，處於莫寧火山以北17公里的開特利茲冰川東岸，長3.7公里，美國地質調查局根據測量和美國海軍拍攝的空中照片繪入地圖，現時由南極條約體系管理。